# Ignazio Danti
Ignazio (Egnatio sau Egnazio) Danti (n. aprilie 1536 la Perugia - d. 19 octombrie 1586 la Alatri) a fost un preot dominican italian, cunoscut mai ales pentru contribuțiile sale din domeniul matematicii și astronomiei.
A fost profesor de matematică la Florența și Bologna.
A fost invitat de papa Grigore al XIII-lea să participe ca membru al comisiei pentru reforma calendarului.

## Scrieri
- 1569 (Florența): Le scienze matematiche ridotte a tavole
- 1580: Cele două reguli ale perspectivei practice (apărută și la Bologna în 1582).

A tradus "Elementele" lui Euclid și Sphera lui Proclus, cu note și comentarii.